# Schladmingské Taury

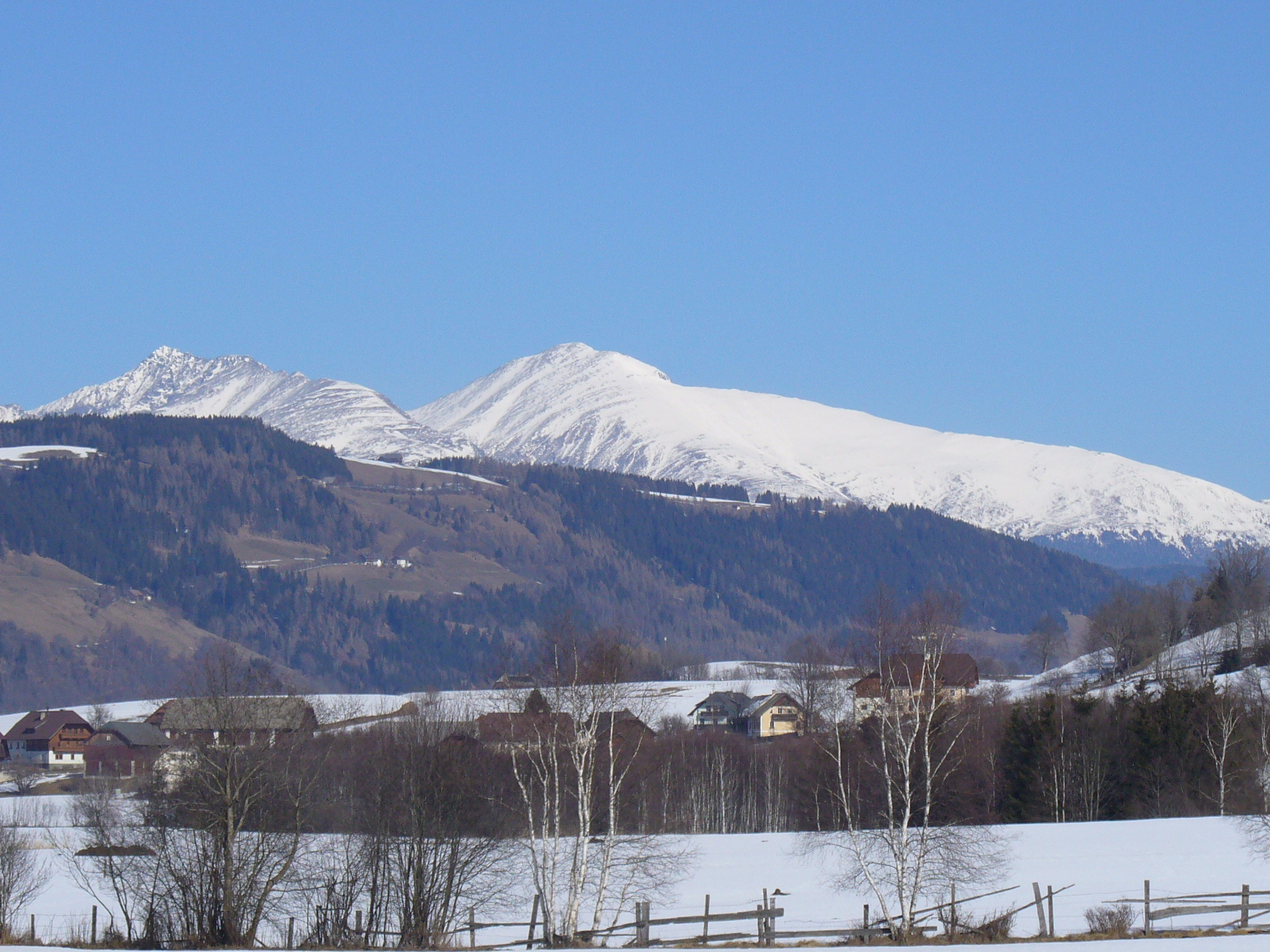
Preber

Schladmingské Taury jsou pohoří geograficky se řadící do celku Nízké Taury a nachází se na území spolkových zemí Štýrsko a Salcbursko v Rakousku. Nejvyšším vrcholem je Hochgolling (2863 m).

## Poloha
Pohoří je na severu vymezeno údolím řeky Enns, na východě jej odděluje od sousedních Rottenmannských a Wölzských Taur silniční sedlo Sölkpass (1790 m), které se nachází na silnici spojující města Großsölk na severu a Murau na jihu. Jižní hranici Schladmingských Taur tvoří údolí řeky Mury. Poslední, západní vymezení horstva je dáno dolinou Taurachtal a silničním sedlem Obertauern (1739 m), které dělí pohoří od sousedních Radstadtských Taur.

## Geografie
Schladmingské Taury pokračují za sedlem Sölkpass a jsou nejvyšším a nejnavštěvovanějším masivem Nízkých Taur. Táhnou se ve směru východ-západ takřka 50 km dlouhým, především hřebenem. Hory zde nabízejí jak ostře formované štíty tak travnaté, oblé vrcholy, jezera a horská plesa, vodopády (Riesachfalle, Stoderwasserfall) a soutěsky. 
Významnými dolinami zpřístupňujícími hory od severu jsou: Untertal, Obertal, Preuneggtal a Forstautal. Směrem na jih jsou doliny delší a liduprázdnější: Lesachtal, Göriachtal, Lignitztal a Weisspriachtal.

### Vrcholy
| - Hochgolling (2863 m) - Hochwildstelle (2747 m) - Roteck (2742 m) - Preber (2740 m) - Kasereck (2740 m) - Waldhorn (2702 m) - Deichselspitz (2684 m) - Kieseck (2681 m) - Elendberg (2672 m) - Umlauter (2664 m) - Zwerfenberg (2642 m) - Hocheck (2638 m) | - Greifenberg (2618 m) - Großer Knallstein (2599 m) - Hohes Schareck (2575 m) - Höchstein (2543 m) - Predigtstuhl (2543 m) - Lungauer Kalkspitze (2471 m) - Zinkwand (2442 m) - Gamskarspitze (2411 m) - Hauser Kaibling (2015 m) - Ahrnspitz (2014 m) - Hochwurzen (1850 m) |  |

### Jezera
Jezer a ples jsou ve Schladmingských Taurech stovky. Z těch nejvýznamnějších lze jmenovat:
- Riesachsee
- Schwarzensee
- Untere Giglachsee
- Hundsfeldsee
- Sonntagkarsee
- Schimpecksee

### Příroda
Uprostřed pohoří leží přírodní chráněná oblast kotle Klafferkessel, kde se na místě prastarého ledovcového dna rozkládá na 30 horských jezer. Klafferkessel sám se skládá z dvou do sebe zasahujících karů (Untere Klaffersee a Obere Klaffersee). Největší jezera tohoto zdejšího přírodního fenoménu jsou Klaffersee a Rauhenbergsee. Přes kotel prochází značená vysokohorská cesta spojující horské chaty Gollinghütte (1611 m) a Preintalerhütte (1657 m).

## Turismus

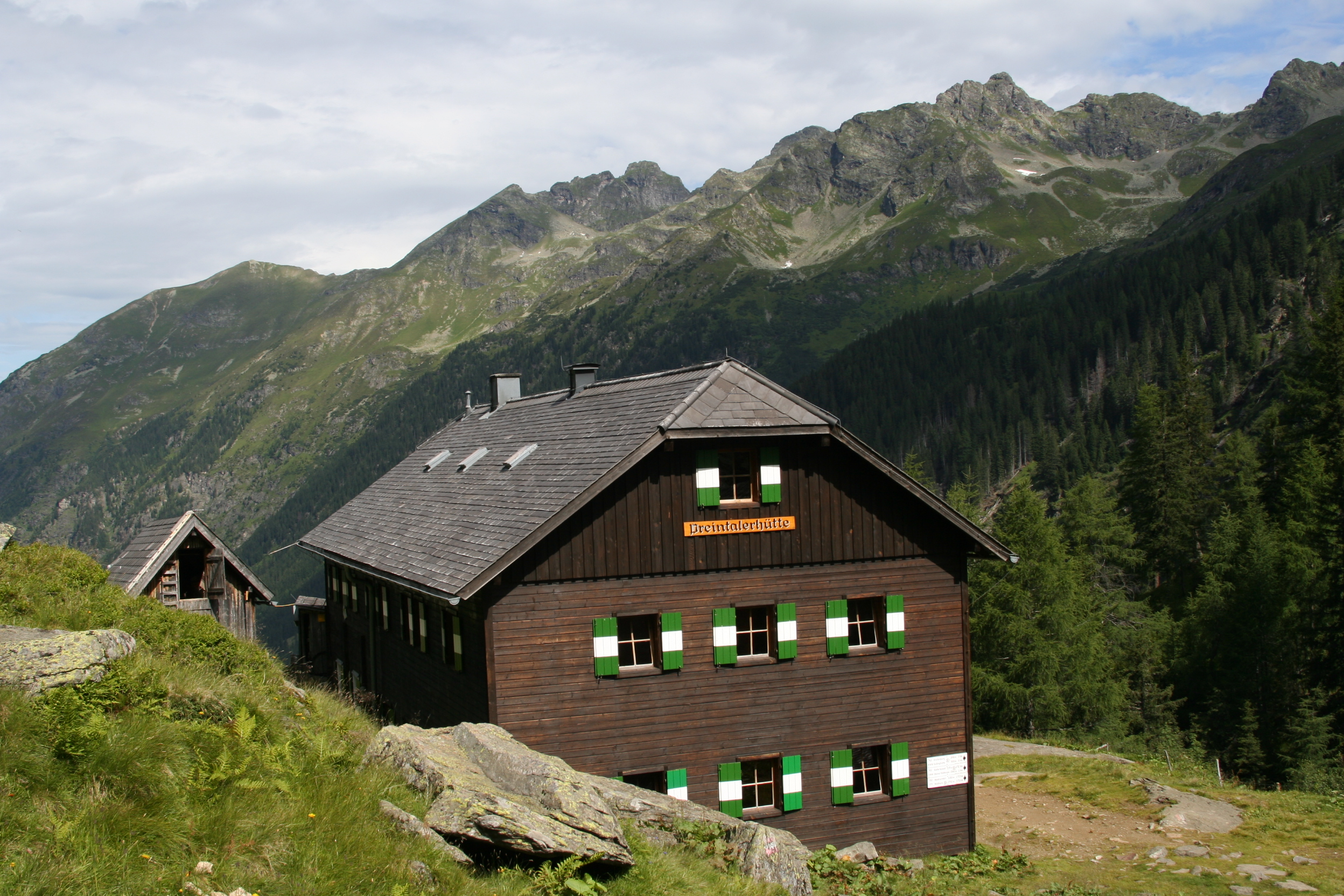
Preintalerhütte

Pohoří je velmi dobře komunikačně dostupné zejména v údolí Ennstal, kde vede silnice č. 320 a železniční trať. Zde se také nachází hlavní turistické centrum oblasti, město Schladming. Nejvýznamnějším turistickým centrem hor v jejich západní části je zimní středisko Obertauern (1739 m), kde se nachází celé soustavy lanovek a lyžařských vleků, množství sjezdových tratí, ale i hotelů, penzionů a řada atrakcí (squash, golf atd.). Obertauern nabízí také další sportovní aktivity jako je např. 18 km upravených běžeckých stop a hustá síť turisticky značených cest.